# جوي فيرا
جوي فيرا (بالإنجليزية: Joey Vera)‏ هو عازف بيانو أمريكي، ولد في 24 أبريل 1963 في لوس أنجلوس في الولايات المتحدة.

## وصلات خارجية
- جوي فيرا على موقع IMDb (الإنجليزية)
- جوي فيرا على موقع ميوزك برينز (الإنجليزية)
- جوي فيرا على موقع ديسكوغز (الإنجليزية)